# 環球景點與體驗
環球景點與體驗（英語：Universal Destinations & Experiences），旧称環球主題樂園與度假村（英語：Universal Parks and Resorts），是NBC環球旗下的主題樂園部門，為康卡斯特的子公司。該部門負責經營和維護世界各地的環球影城度假村。部門的總公司位於美國佛羅里達奧蘭多。
2014年約有4,010萬名遊客造訪全球各地的環球影城，使之成為世界上第三大的主題樂園營運商。環球影城是華特迪士尼樂園、海洋世界娱乐集团等的主要競爭對手。

## 營運中樂園

### 美國

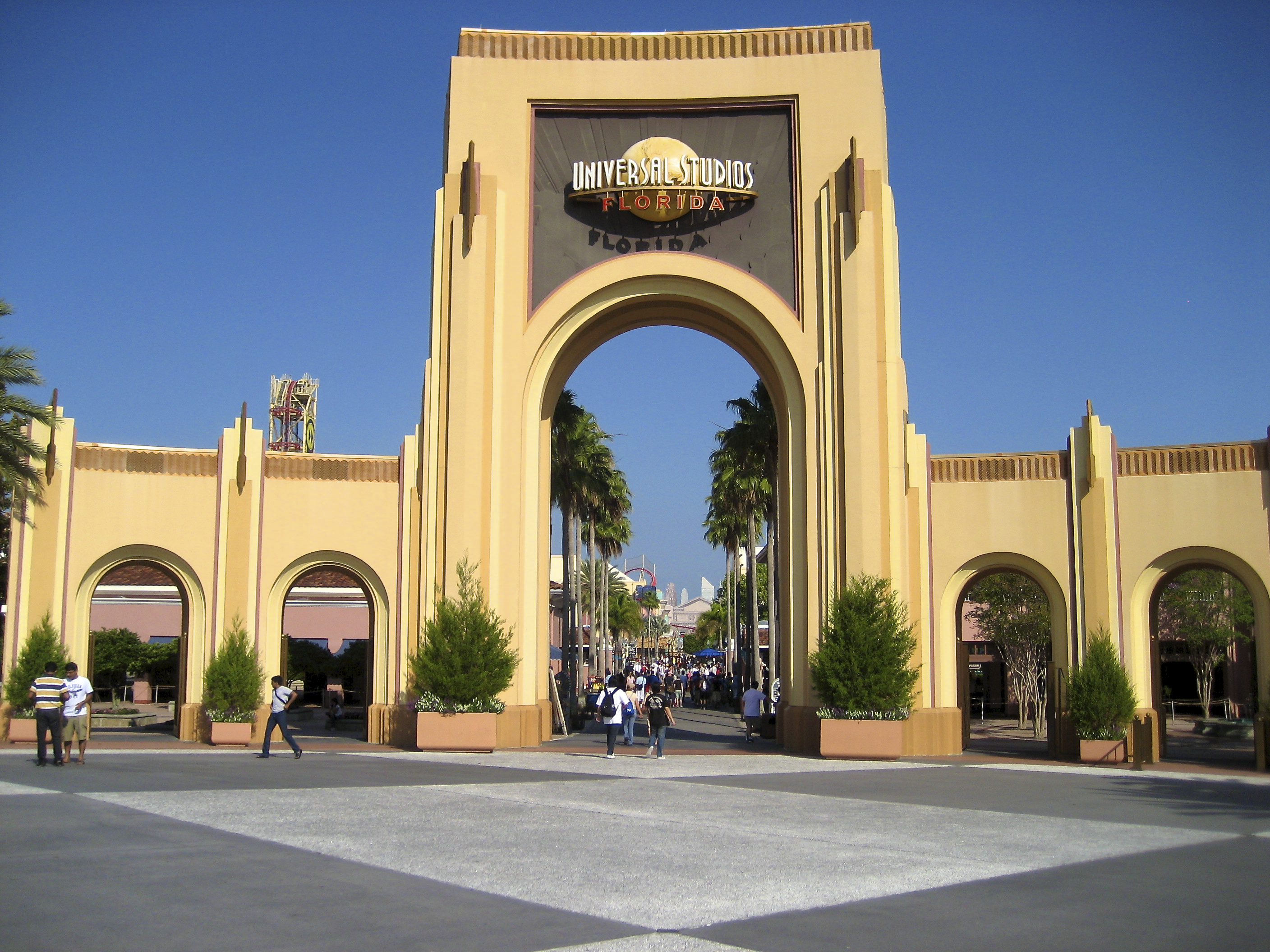
奧蘭多環球影城度假村

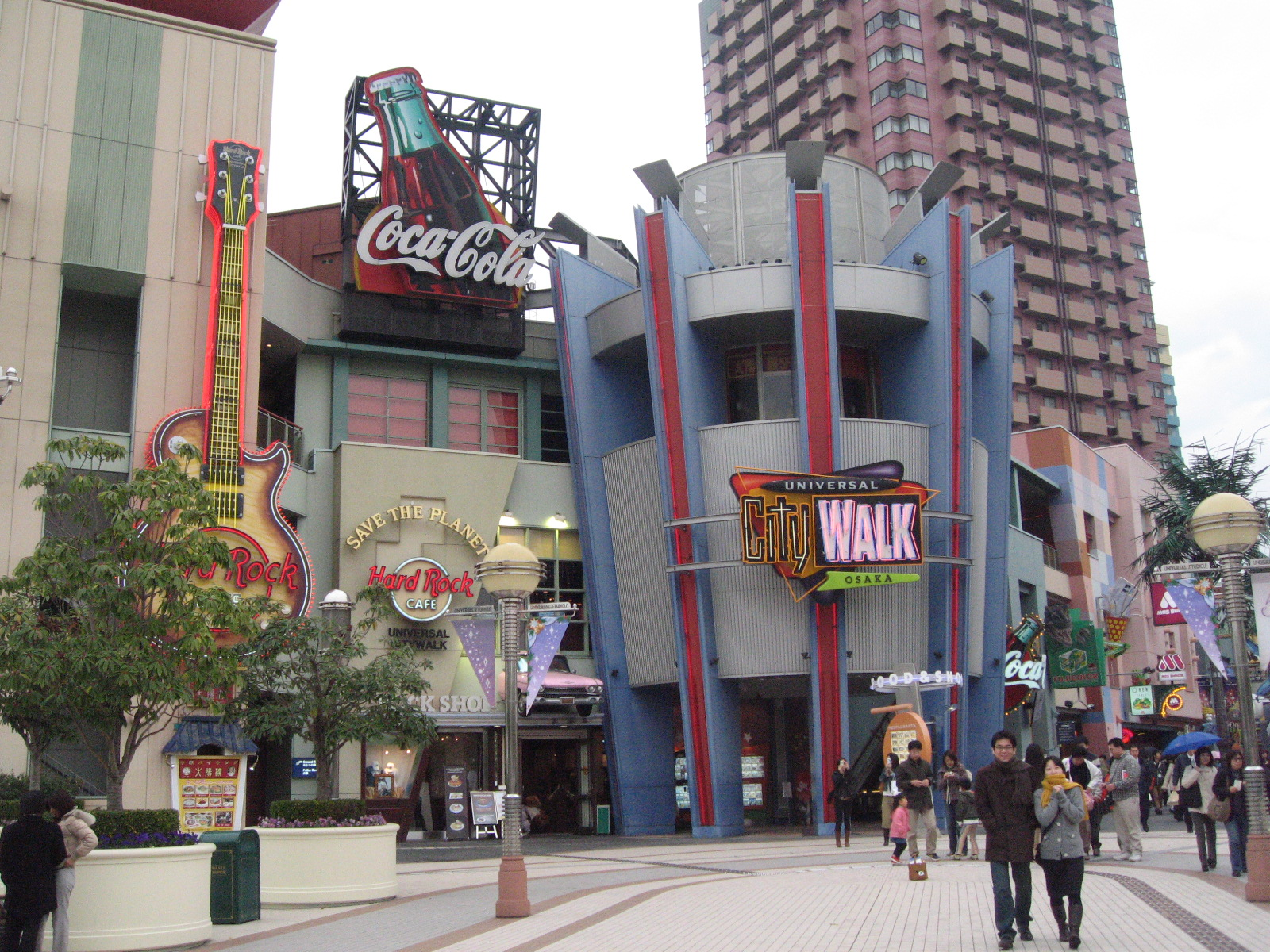
日本環球影城

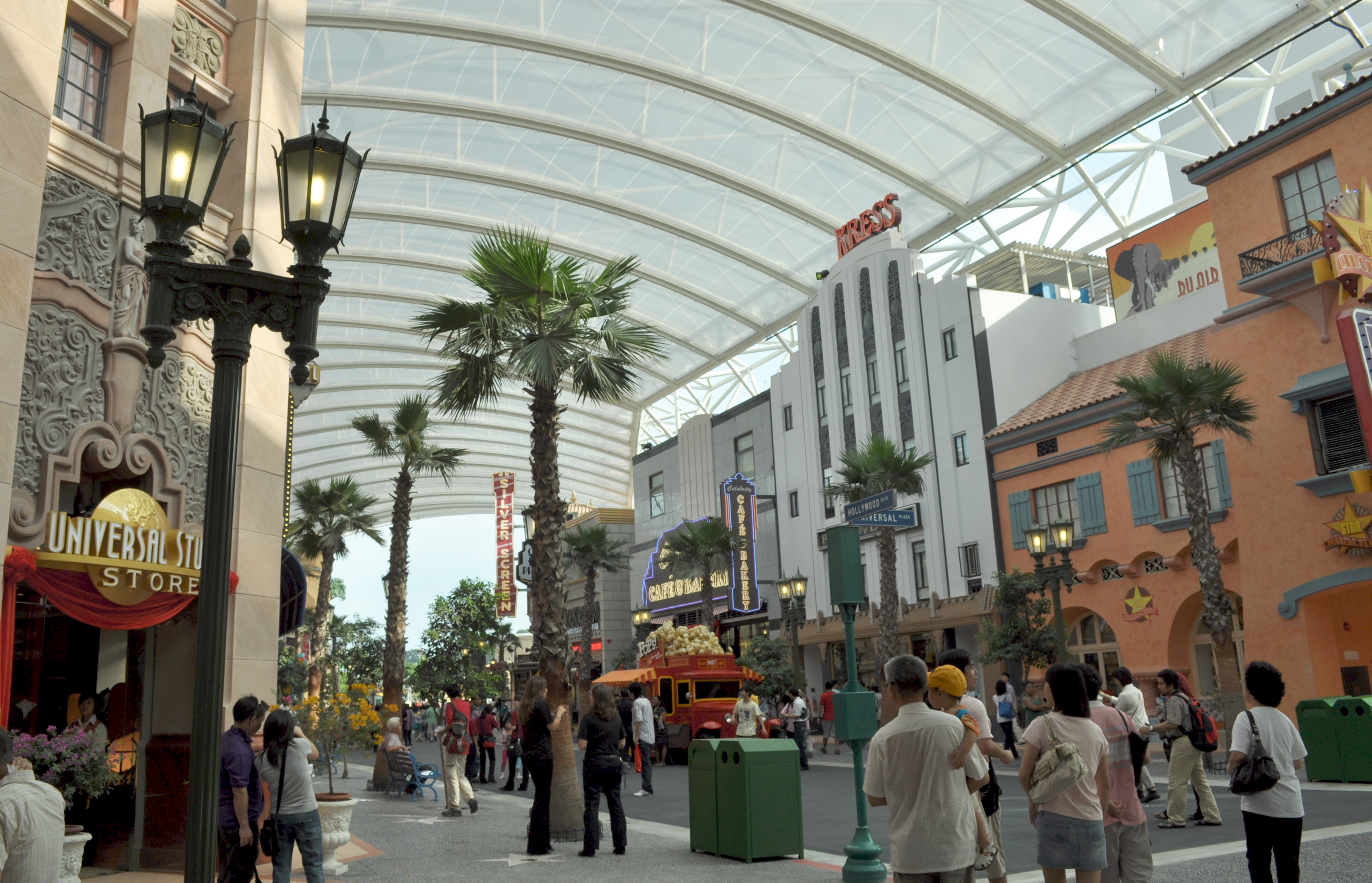
新加坡環球影城

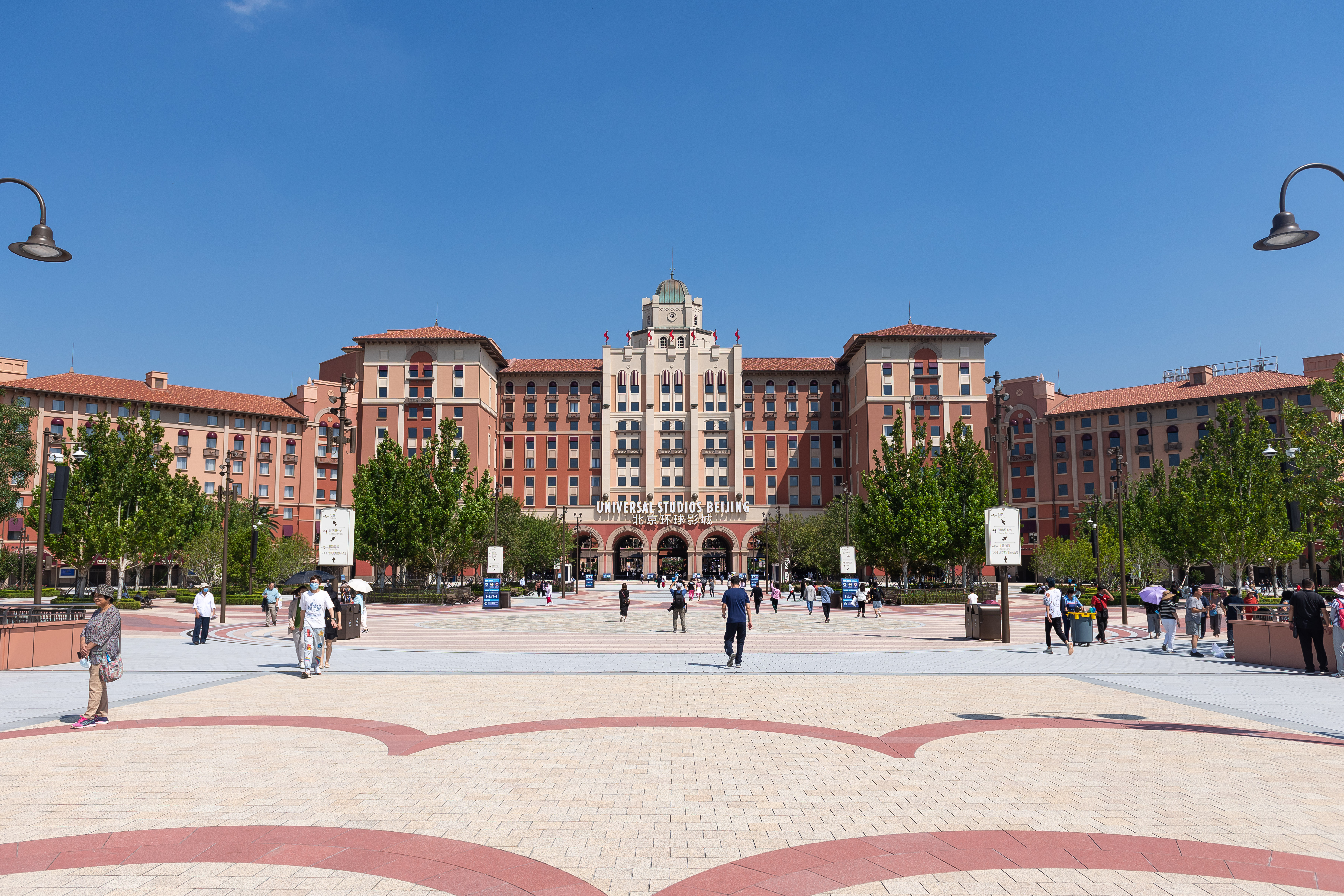
北京環球度假區

- 奧蘭多環球影城度假村（美國佛羅里達州奧蘭多；全資擁有，1990年開幕）[4]
  - 佛羅里達環球影城
  - 冒險島樂園
  - 環球火山灣（英语：Volcano Bay）
  - 環球史詩宇宙
  - 奧蘭多環球城市大道（英语：Universal CityWalk Orlando）
- 好萊塢環球影城（美國加州環球市；全資擁有，樂園部分1964年開幕）
  - 好萊塢環球城市大道（英语：Universal CityWalk Hollywood）

### 日本
- 日本環球影城（日本大阪市；全資擁有，2001年開幕）[5]
  - 大阪環球城市大道（英语：Universal CityWalk Osaka）

### 新加坡
- 新加坡環球影城（新加坡圣淘沙名胜世界；由雲頂集團負責經營，2011年開幕）[6]

### 中国
- 北京環球度假區[7]（中國北京市，共同运营占股30%，於2021年9月20日開幕）[8][9]
  - 北京環球城市大道（英语：Universal CityWalk Beijing）

### 英國
- 英國環球影城 剛於2023年12月19日宣布將於英國貝德福德興建歐洲首個樂園

## 取消的乐园
- 環球影城杜拜樂園（阿拉伯聯合大公國杜拜，動工不久遭逢環球金融危機，已終止）[10]
- 韓國環球影城（韓國京畿道，已于2017年取消）[11]
- 莫斯科環球影城（俄罗斯莫斯科，已取消）[12]

## 外部連結
- 官方网站